# Asteliamiris
Asteliamiris is een geslacht van wantsen uit de familie van de Miridae (Blindwantsen). Het geslacht werd voor het eerst wetenschappelijk beschreven door Schwartz & Polhemus in 1999.

## Soorten
Het genus bevat de volgende soort:

- Asteliamiris johnpolhemi Schwartz & D. Polhemus, 1999